# Kousenband (plant)

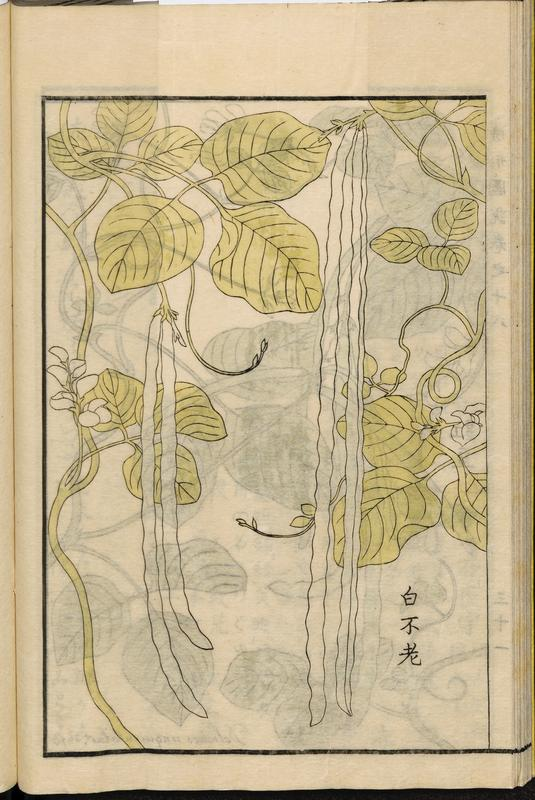
Kousenband, illustratie afkomstig uit de Japanse landbouw-encyclopedie Seikei Zusetsu (1804)

Kousenband (Vigna unguiculata subsp. sesquipedalis) of kowsbanti (Surinaams) is een lange peul, lijkend op een uitgerekte sperzieboon. De kousenband wordt gekweekt in tropische, Aziatische gebieden en in Zuid-Amerika. Vermoedelijk komt hij oorspronkelijk uit tropisch Afrika. Evenals de cowpea is hij een ondersoort van Vigna unguiculata. De lange groene peul, de vrucht van de plant, bevat als hij doorrijpt een vijftiental niervormige, bruine of zwarte zaden. 
De wetenschappelijke naam van kousenband is Vigna unguiculata subsp. sesquipedalis, wat op zijn uitzonderlijke lengte duidt: sesquipedalis is Latijn voor "anderhalve voet lang". Een peul van negentig centimeter is geen uitzondering maar zulke lengtes vereisen een lange groeiperiode onder warme omstandigheden, zoals in Zuidwest-Azië, het Caraïbisch gebied of op Hawaï, waar de kousenband ook wordt geteeld. 
In Nederland imiteert men het gewenste klimaat met verwarmde kassen of polytunnels, goed voor kousenbandjes van dertig tot veertig centimeter. Als je ze buiten wilt zaaien kun je ze het beste vanaf half mei zaaien. Ook moeten kousenbanden zich op een warme plek met veel zon bevinden. De lange peulen bevatten foliumzuur, kalium en andere mineralen, naast de vitaminen B1 en B6.
Kousenband groeit aan een klimmende plant die gemakkelijk uitschiet tot vier meter hoogte. Bloeiende kousenbandjes openen 's ochtends met een bleekgeel-violette bloem. Deze verkleurt volledig naar blauw nog voor hij 's middags wordt gesloten. De smaak van kousenband lijkt op die van een sperzieboon, maar is krachtiger; het vlees is sappiger.
Cowpeas en kousenband zijn populair in het zuiden van de Verenigde Staten (gecombineerd met varkensvlees), de Caraïben, Afrika en Azië.